# Premio José Saramago
El Premio Literario José Saramago, establecido por la Fundação Círculo de Leitores en 1999, es un premio que se concede a una obra literaria escrita en lengua portuguesa por autores jóvenes cuya primera edición haya sido publicada en un país de la lusofonía.
El nombre del premio conmemora la concesión del Premio Nobel de Literatura al escritor portugués José Saramago en 1998. Se concede cada dos años y tiene un valor económico de veinticinco mil euros. El jurado está compuesto por 5 o 10 personas de reconocido mérito en el ámbito cultural.
Según el reglamento del premio: «El premio distingue una obra literaria del dominio de la ficción, romance o novela escrita en lengua portuguesa por un escritor con edad no superior a 35 años cuya primera edición haya sido publicada en cualquier país de la lusofonía, excluyendo obras póstumas.»

## Vencedores
| Edição | Ano  | Obra                           | Autor               | País     | Ref    |
| ------ | ---- | ------------------------------ | ------------------- | -------- | ------ |
| 1.ª    | 1999 | Natureza Morta                 | Paulo José Miranda  | Portugal | [ 1 ]  |
| 2.ª    | 2001 | Nenhum Olhar                   | José Luís Peixoto   | Portugal | [ 2 ]  |
| 3.ª    | 2003 | Sinfonia em Branco             | Adriana Lisboa      | Brasil   | [ 3 ]  |
| 4.ª    | 2005 | Jerusalém                      | Gonçalo M. Tavares  | Portugal | [ 4 ]  |
| 5.ª    | 2007 | O Remorso de Baltazar Serapião | Valter Hugo Mãe     | Portugal | [ 5 ]  |
| 6.ª    | 2009 | As Três Vidas                  | João Tordo          | Portugal | [ 6 ]  |
| 7.ª    | 2011 | Os Malaquias                   | Andréa del Fuego    | Brasil   | [ 7 ]  |
| 8.ª    | 2013 | Os Transparentes               | Ondjaki             | Angola   | [ 8 ]  |
| 9.ª    | 2015 | As Primeiras Coisas            | Bruno Vieira Amaral | Portugal | [ 9 ]  |
| 10.ª   | 2017 | A Resistência                  | Julián Fuks         | Brasil   | [ 10 ] |
| 11.ª   | 2019 | Pão de Açúcar                  | Afonso Reis Cabral  | Portugal | [ 11 ] |